# Georg Karl von Fechenbach

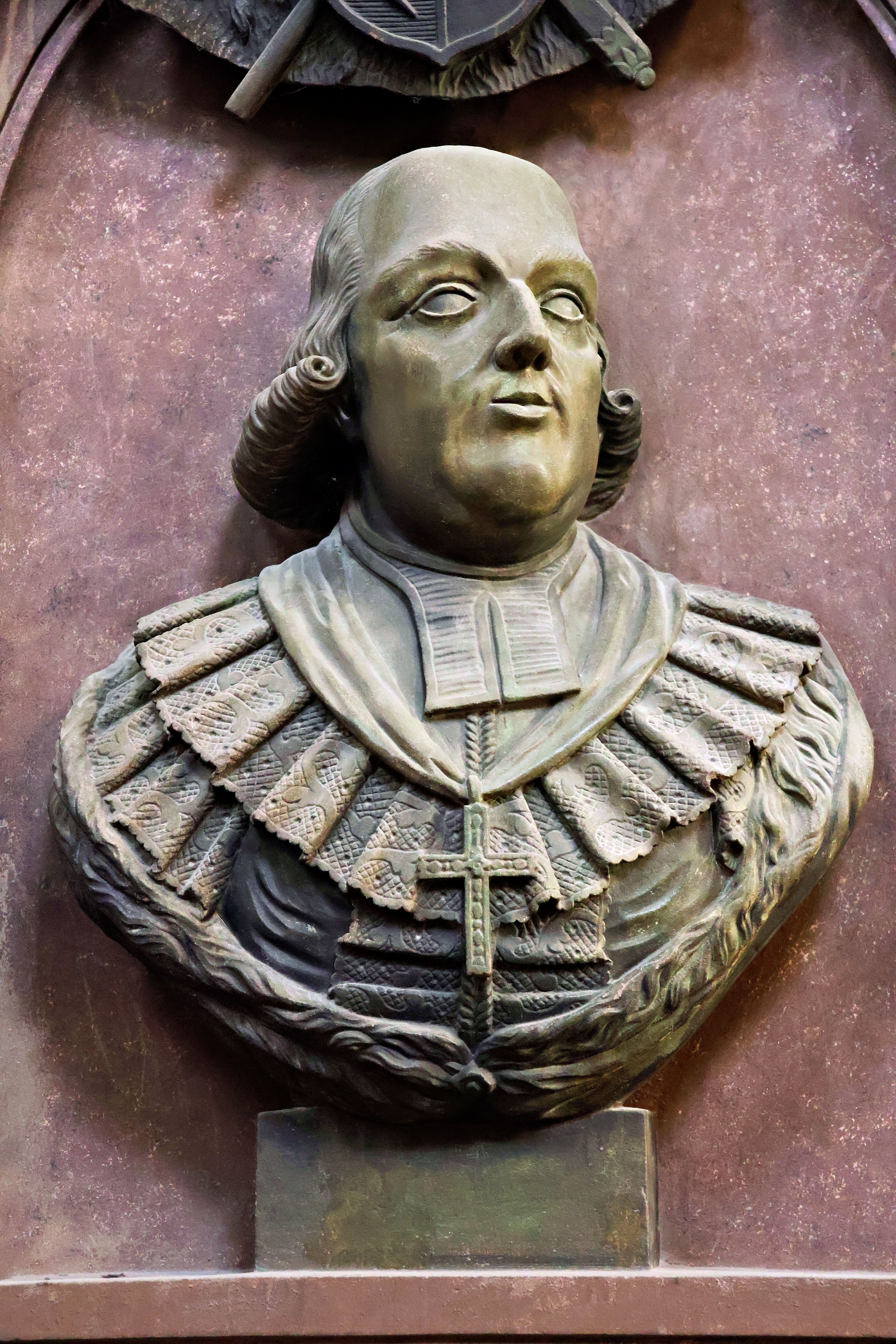
Darstellung des Fürstbischofs auf seinem Epitaph im Würzburger Dom

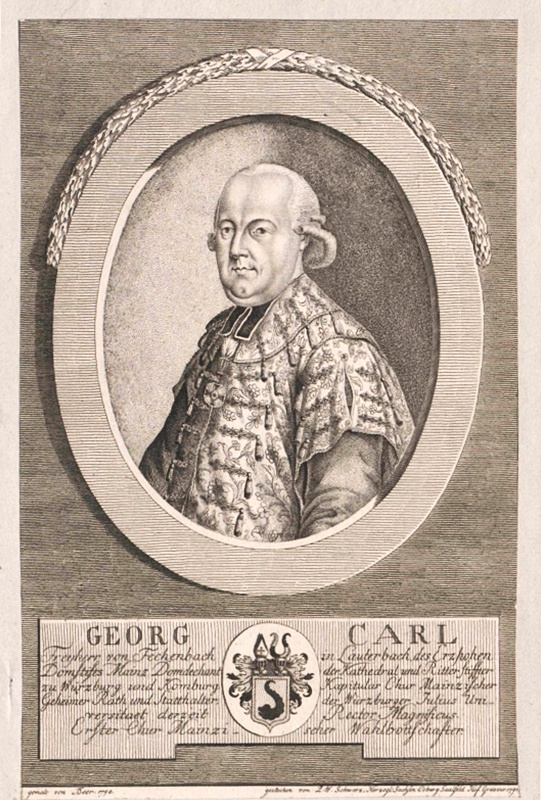
Georg Karl von Fechenbach, zeitgenössischer Stich

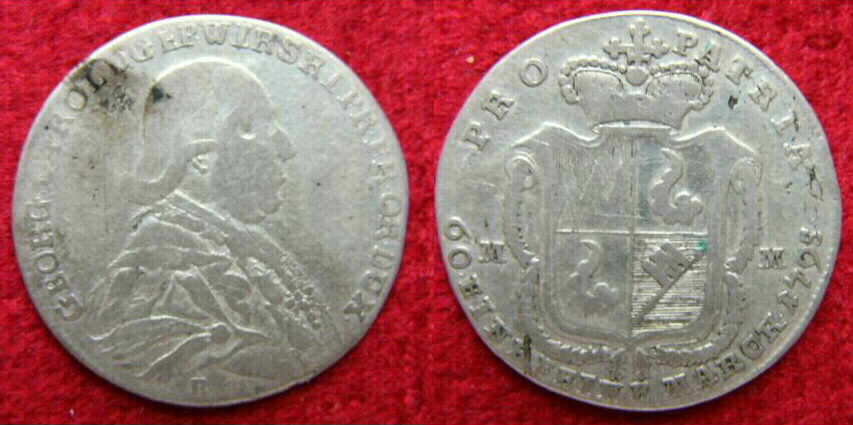
Münzvorder- und -rückseite mit Porträt und Wappen des Bamberger Bischofs und Würzburger Fürstbischofs (20 Kreuzer 1795)

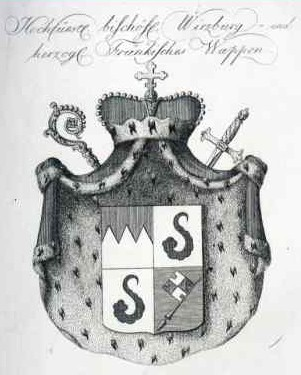
Würzburger Bischofswappen von Georg Karl von Fechenbach

Georg Karl Ignaz Freiherr von Fechenbach zu Laudenbach (* 20. Februar 1749 in Mainz; † 9. April 1808 in Bamberg) war ein deutscher Priester, Domdekan, Universitätsrektor, Bischof von Bamberg und von 1795 bis 1802 der letzte Fürstbischof von Würzburg.

## Biografie

### Herkunft und beruflicher Werdegang
Georg Karl (auch Carl) von Fechenbach gehörte der Familie der Freiherren von Fechenbach an. Er wurde in Mainz geboren und dort am 18. Februar 1779 zum Priester geweiht. Hier amtierte er als Domdekan. 1780 wurde er zusätzlich Domkapitular in Würzburg und wirkte dort vor allem im Schul- und Industriewesen. 1788 übernahm er für ein Jahr als Rector magnificus die Leitung der Julius-Maximilians-Universität in Würzburg.
Bei der Kaiserwahl von 1790 fungierte Georg Karl von Fechenbach als erster kurmainzischer Wahlbotschafter. Als solcher nahm er an den vorbereitenden Konferenzen in Frankfurt teil.

### Bischof von Würzburg und Bamberg
Georg Karl wurde am 12. März 1795 zum 78. Bischof von Würzburg gewählt, vom Papst bestätigt am 1. Juni 1795, konsekriert am 21. Juni 1795. Er war der letzte Fürstbischof von Würzburg.
An der Tatsache, dass Georg Karl 1795 in Bamberg noch nicht präbendiert war, scheiterte die Wahl zum Fürstbischof von Bamberg durch die dortigen Domkapitularen, so dass die seit 1757 bestehende Personalunion der Hochstifte Würzburg und Bamberg 1795 beendet war. In Bamberg wurde stattdessen der Onkel Georg Karls, Christoph Franz von Buseck zum Bischof gewählt. Buseck schuf allerdings durch die Resignation seiner Dompräbende zugunsten des Neffen sogleich die erste Voraussetzung für eine künftige Vereinigung der beiden Hochstifte. Neffe Georg Karl war seit dem 26. Mai 1800 zugleich Koadjutor in Bamberg und folgte seinem Onkel nach dessen Tod am 28. September 1805 dort als Bischof nach.
Ein Teil seiner Bibliothek wurde 2005 versteigert.

### Säkularisation
Im Frieden von Luneville vom 9. Februar 1801 war die Aufhebung der geistlichen Fürstentümer beschlossen worden. Nach der Besetzung des Hochstifts Würzburg durch bayerische Truppen unter General Georg August Graf Ysenburg dankte Georg Karl am 27. November 1802 als weltlicher Herrscher ab, legte aber nicht seine Würde als Bischof nieder. Vielmehr verteidigte er seine geistlichen Befugnisse in harten Auseinandersetzungen mit der bayerischen Regierung, sein Gegenspieler war dabei zunächst der Regierungskommissär Johann Wilhelm Freiherr von Hompesch, später unmittelbar die politischen Direktiven des Ministers Maximilian von Montgelas. Das Einziehen von Kircheneigentum nahm im Bistum Würzburg unerbittliche Züge an. Kunstobjekte aus Gold und Silber wurden plattgeschlagen, um leichter nach München transportiert werden zu können, wo daraus Münzen geprägt wurden. Edelsteine wurden aus ihren Fassungen herausgebrochen. Gebäude wurden oft weit unter Wert verkauft bzw. versteigert.
Nach dem Frieden von Pressburg kam das Fürstentum Würzburg im Tausch an den Kurfürsten von Salzburg, Ferdinand von Toskana und gehörte dann seit dem 30. September 1806 – als Großherzogtum – auch zum Rheinbund. Bis es wieder an Bayern zurückfiel, gelang es dem Direktor des neu begründeten Vikariats, Weihbischof Gregor Zirkel, dem Großherzog Zugeständnisse abzuringen. In Würzburg und Bamberg bestand eine Sedisvakanz von 1808 bis 1818. Der 79. Bischof von Würzburg wurde 1818 Friedrich von Groß zu Trockau, der Bischof (und erste Erzbischof) von Bamberg Joseph Graf von Stubenberg.